# Narzym
Narzym is een plaats in het Poolse district  Działdowski, woiwodschap Ermland-Mazurië. De plaats maakt deel uit van de gemeente Iłowo-Osada en telt 1.660 inwoners.
Voor 1945, toen deze plaats nog in Oost-Pruisen, Duitsland lag, was de Duitse naam hetzelfde als de huidige Poolse naam.

## Verkeer en vervoer
- Station Narzym